# Vulcano
Vulcano (sic. Vurcanu) ili "Vulcan" je mali vulkanski otok u Tirenskom moru, u Italiji, oko 25 km sjeverno od Sicilije, najjużniji je od 7 najvećih Liparskih otoka. Otok ima površinu od 21 km2, a najviši vrh se uzdiže 501 metara nad morem i sadrži nekoliko vulkanskih kaldera, uključujući i jedan od četiri aktivna vulkana u Italiji, koji nisu pod morskom površinom.
Riječ "volcano", hrvatski "vulkan", koja je slična u mnogim europskum jezicima, potječe od imena ovog otoka, a koji je, s druge strane, ime dobio po mitološkom Vulkanu, rimskom bogu vatre.

## Povijest
Rimljani su otok uglavnom koristili kao izvor sirovina, sječu drva, te rudarenje alauna i sumpora. Ovo su bile glavne aktivnosti na otoku sve do 19. stoljeća.
Nakon kraja vlasti Burbonske dinastije zbog Pohoda tisuće 1860. godine, škotski indistrijalac i filantrop James Stevenson je kupio sjeverni dio otoka, izgradio vilu, ponovno otvorio lokalne rudnike i zasadio vinograde od kojih je dobivao svoje vino Malmsey. Stevenson je živio na otoku sve do erupcije 3. kolovoza 1888. (zadnja veća erupcija do danas), koja je trajala skoro 2 godine. Za vrijeme erupcije, Stevenson je sve svoje vlasništvo na otoku prodao lokalnom stanovništvu i nikad se više nije vratio na otok. Njegova vila je očuvana do danas.

## Geologija
Vulkanska aktivnost na otoku uglavnom je rezultat pomicanja Afričke ploče prema sjeveru, ususret Euroazijskoj ploči. Tri su središta vulkanske aktivnosti na otoku:
- Na južnim kraju otoka su stari stratovulkanski stošci, Monte Aria (502 m), Monte Saraceno (481 m) i Monte Luccia (188 m), koji su djelomično kolabirali u kalderu Il Piano.
- Najrecentnije aktivno središte je Gran Cratere, na vrhu stošca Fossa. Stožac je narastao iz kaldere Lentia u središtu otoka i u zadnjih 6000 godina je doživio najmanje 9 većih erupcija
- Na sjeveru otoka je otočić Vulcanello (123 m/nm), s ovim otokom spojem prevlakom koja za nevremena može poplaviti. Otok je iz mora izronio u erupciji 183. pr. Kr. U početku je otočić bio odvojen od otoka Volcano, no povremene erupcije i piroklastični tokovi i izljevi lave sužavali su kanal između otoka, da bi u konačnici, erupcija 1550. godine stvorila tanku prevlaku između otoka.

Vulkan je zadnji put bio aktivan u periodu od 3. kolovoza 1888. do 1890., zbog čega su nastale 5 metara debele naslage piroklastičnog materijala na vrhu. Tip erupcije kakav se događa na stošcu Fossa, eksplozivna emisija piroklastičnih fragmenata viskozne magme, naziva se vulkanološka erupcija. Erupciju iz 1888. je detaljno dokumentirao Giuseppe Mercalli, koji je erupcije opisao kao "... eksplozije koje zvuče kao pucanje topa u nepravilnim intervalima...", pa se vulkanološka erupcija definira preko ovog opisa. Tipična vulkanološka erupcija može odbaciti blokove čvrstog materijala nekoliko stotina metara u daljinu. Mercalli je zabilježio da su gromade iz ove erupcije padale u more između Vulcana i Liparija, a nekoliko njih koje su pale na otok Volcano su fotografirali Mercalli i njegov pomoćnik.
Emisije plinova iz ovog vulkana mjere se sustavom multikomponentnog analiziranja plina, koji detektira emisije plinova zbog rastuće magme prije erupcije, čime se pospješuje predviđanje vulkanske aktivnosti.
Istraživanje lokalnih podzemnih voda u periodu 1995. – 1997. pokazalo je da su temperature vode 49–75°C, 
da sadrže natrijev sulfat-klorid te da su vode najbliže padinama vulkana približno pH neutralne, uglavnom zbog kondenziranja vode na padinama vulkanskog stošca i interakcije između vode i stijena.

## Stanovništvo
Prema popisu iz 2011., na otoku je živjelo 953 ljudi u 3 naselja: Vulcano Porto, Vulcano Piano i Vulcanello.

## Biologija
Zbog vulkanske aktivnosti, na otoku se mogu naći termofili i hipertermofili. Hipertermofilnu archaeu Pyrococcus furiosus su prvi put opisali Gerhard Fiala i Karl Stetter upravo nakon što je otkrivena u sedimentima ovog otoka.

## Mitologija
Stari Grci su otok zvali  Therasía (Θηρασία) i Thérmessa (Θέρμεσσα, izvor topline). Otok se pojavljuje u njihovim mitovima kao privatna ljevaonica olimpskog boga Hefesta, zaštitnika kovača. Grčki mitovi spominju još 2 ljevaonice, na planini Etni i na Olimpu. Strabon također spominje Thermessu kao Hefestovo sveto mjesto (ἱερὰ Ἡφαίστου), ali nije jasno je li ovo treće ime za otok ili samo pridjev.
Slično Grcima, rimljani su vjerovali da je otok Vulcano dimnjak radionice njihovog boga Vulkana, pa su po njemu nazvali otok. Prema rimskim mitovima, otok je narastao zbog periodičkog čišćenja pepela i ugaraka iz njegove kovačnice. Potrese, koji su često prethodili ili slijedili vulkanske erupcije, su pripisivali Vulkanovoj izradi oružja za rimskog boga rata Marsa koji je njime naoružavao svoje vojske koje su išle u ratne pohode.

## Vulcano u popularnoj kulturi
Film Vulcano je smimljen na otoku Vulcanu i na obližnjem otoku Salina u periodu 1949. – 1950.
Asteroid 4464 Vulcano je nazvan po ovom otoku.
Otok Vulcano je pojavljuje u seriji priča Battle Tendency u mangi JoJo's Bizarre Adventure, autora Hirohika Arakija, kao mjesto finalnog sukoba između protagonista Josepha Joestara i antagonista Karsa, vođe grupe Pillar Men.
Američki pisac Richard Paul Roe, tvrdi da je mjesto radnje u drami The Tempest Williama Shakespearea upravo otok Vulcano, a ne, kako se vjeruje, Bermuda.
U epizodi "Concerning Flight" serije Star Trek: Voyager, lik Da Vinci, u razgovoru s Tuvokom, koji dolazi s planete Vulkan, spominje ovaj otok.

## Vanjske poveznice
Vodič: Vulcano na Wikivoyageu
- Fotografije s opisima